# Mount Blackwelder
Mount Blackwelder ist ein spitzer und hauptsächlich eisfreier Berg im ostantarktischen Viktorialand. Mit 2340 m ist er einer der höchsten Berge der zu den Quartermain Mountains gehörenden Wilkniss Mountains. Er ragt westlich des Vernier Valley und 10 km nördlich des Pivot Peak auf.
Der United States Geological Survey kartierte ihn anhand eigener Vermessungen und Luftaufnahmen der United States Navy aus den Jahren von 1947 bis 1959. Das Advisory Committee on Antarctic Names benannte ihn 1984 nach Lieutenant Commander Billy G. Blackwelder (* 1937), Hubschrauberpilot der Flugstaffel VXE-6 der US Navy bei den Operation Deep Freeze zwischen 1971 und 1972 sowie von 1975 bis 1977.